# Vojtěch Šrom
Vojtěch Šrom (* 3. května 1988 Litovel) je bývalý český profesionální fotbalový brankář, který hrál naposledy za český klub SFC Opava.

## Klubová kariéra
Vojtěch Šrom hrál v mládežnických týmech klubu SK Sigma Olomouc, odkud odešel do 1. HFK Olomouc. V lednu 2014 Olomouc opustil a stal se hráčem klubu FC Baník Ostrava.
V 1. české lize debutoval v sezoně 2013/14 v ostré bitvě o záchranu 5. května 2014 proti SK Sigma Olomouc, kde střídal zraněného brankáře Jiřího Pavlenku. Baník prohrával 0:2, ale nakonec zvrátil stav na konečných 3:2 a připsal si důležité 3 body.
Na podzim 2016 hostoval z Baníku v MFK Karviná, ale nezasáhl do žádného ligového utkání sezóny 2016/17 ePojisteni.cz ligy.
V lednu 2017 podepsal smlouvu s bulharským prvoligovým klubem PFK Černo More Varna. Vybral si číslo dresu 30.
V srpnu 2017 se vrátil do Česka, konkrétně druholigové Opavy

### Souhrn
Aktuální k 15. červenci 2019
| Klubová statistika | Klubová statistika   | Klubová statistika | Liga   | Liga | Pohár  | Pohár | Kontinentální | Kontinentální | Celkem | Celkem |
| Sezóna             | Klub                 | Liga               | Zápasů | Gólů | Zápasů | Gólů  | Zápasů        | Gólů          | Zápasů | Gólů   |
| ------------------ | -------------------- | ------------------ | ------ | ---- | ------ | ----- | ------------- | ------------- | ------ | ------ |
| 2016/17            | PFK Černo More Varna | 1. liga            |        |      |        |       |               |               |        |        |
| 2017/18            | SFC Opava            | FNL                | 17     | 0    | 2      | 0     | —             | —             | 19     | 0      |
| 2018/19            | SFC Opava            | Fortuna:Liga       | 23     | 0    | 1      | 0     | —             | —             | 24     | 0      |
| 2019/20            | SFC Opava            | Fortuna:Liga       | 0      | 0    | 0      | 0     | —             | —             | 0      | 0      |
| Celkem za kariéru  |                      |                    |        |      |        |       |               |               |        |        |